# Eleutherodactylus auriculatus
Eleutherodactylus auriculatus är en groddjursart som först beskrevs av Cope 1862.  Eleutherodactylus auriculatus ingår i släktet Eleutherodactylus och familjen Eleutherodactylidae. IUCN kategoriserar arten globalt som livskraftig. Inga underarter finns listade i Catalogue of Life.